# Woldemar Frege
Richard Woldemar Frege (* 18. September 1811 in Leipzig; † 27. Dezember 1890 ebenda) war ein deutscher Jurist und Hochschullehrer.

## Leben
Der aus der Leipziger Bankiers-Familie stammende Frege, er war Urenkel des Stammvaters Christian Gottlob Frege, studierte von 1830 bis 1833 Rechtswissenschaften an der Universität Leipzig. Nebenher erhielt er Musikunterricht von Heinrich Dorn.
Am 10. Mai 1836 wurde Frege nach der Verteidigung seiner Dissertation Meditationum de actione Pauliana Spec. I zum Dr. iur. promoviert und gehörte danach zum Lehrkörper, ab dem Sommersemester 1847 als außerordentlicher Professor.
Seit dem 29. Juni 1836 war er mit der Sängerin Virginia Livia Gerhardt (1818–1891) verheiratet.
Im Jahr 1855 kaufte Frege das Areal der Großen Funkenburg. Diesen Gutshof mit Wirtschaftsgebäuden ließ er abreißen, um im Zuge des Gründungsbooms das Grundstück ab 1889 zu parzellieren und zu verkaufen. Aufgrund spezieller Bebauungsvorschriften durch Frege entstand ein relativ einheitliches Bebauungsgebiet – das Kerngebiet des heutigen Waldstraßenviertels.
1886 erhielt die Familie den erblichen Adelstitel.
Freges Sohn Arnold Woldemar von Frege-Weltzien war Mitglied des Deutschen Reichstags und 1898–1901 dessen Vizepräsident.